# Otley Grand Prix
L'Otley Grand Prix est une course cycliste britannique disputée dans le centre-ville d'Otley, au nord de l'Angleterre. Créée en 1985, cette compétition fait partie du calendrier du British Cycling National Circuit Series. Elle comprend diverses épreuves pour les hommes et les femmes,.
La course se déroule sur un circuit d'environ deux kilomètres qui est parcouru à plusieurs reprises. Son parcours est généralement favorable à une arrivée au sprint. Certaines éditions ont décerné les titres de champion de Grande-Bretagne du critérium. 

## Palmarès

### Hommes
| Année | Vainqueur           | Deuxième        | Troisième        |              |
| ----- | ------------------- | --------------- | ---------------- | ------------ |
| 1985  | Dave Mann (en)      |                 |                  |              |
| 1986  | Phil Axe            |                 |                  |              |
| 1987  | Pas organisé        | Pas organisé    | Pas organisé     | Pas organisé |
| 1988  | Vince Macklam       |                 |                  |              |
| 1989  | Mike Bragan         |                 |                  |              |
| 1990  | Steve Rigby         |                 |                  |              |
| 1991  | Alan Taylor         |                 |                  |              |
| 1992  | Paul Barrett        |                 |                  |              |
| 1993  | Dave Williams       |                 |                  |              |
| 1994  | Dave Williams       |                 |                  |              |
| 1995  | Dave Williams       |                 |                  |              |
| 1996  | Jon Clay (en)       |                 |                  |              |
| 1997  | Jon Clay (en)       |                 |                  |              |
| 1998  | Jon Clay (en)       |                 |                  |              |
| 1999  | Chris Walker (en)   |                 |                  |              |
| 2000  | Chris Walker (en)   |                 |                  |              |
| 2001  | Chris Walker (en)   |                 |                  |              |
| 2002  | Russell Downing     |                 |                  |              |
| 2003  | Chris Newton        |                 |                  |              |
| 2004  | Steve Cummings      |                 |                  |              |
| 2005  | Mark Cavendish      | Russell Downing | Ian Wilkinson    |              |
| 2006  | Russell Downing     | Kristian House  | Ian Wilkinson    |              |
| 2007  | James McCallum (en) | Ed Clancy       | Matt Cronshaw    |              |
| 2008  | Graham Briggs       | Russell Downing | Tony Gibb        |              |
| 2009  | Jeremy Hunt         | Ian Wilkinson   | Ben Swift        |              |
| 2010  | Ian Wilkinson       | Kristian House  | Dan McLay        |              |
| 2011  | Scott Thwaites      | Dean Downing    | Steven Burke     |              |
| 2012  | Scott Thwaites      | Russell Downing | Matt Cronshaw    |              |
| 2013  | Felix English       | Tobyn Horton    | Andrew Hawdon    |              |
| 2014  | Adam Blythe         | Ed Clancy       | Chris Opie       |              |
| 2015  | Dan McLay           | Chris Latham    | Jon Mould        |              |
| 2016  | Chris Lawless       | Sebastián Mora  | Felix English    |              |
| 2017  | Chris Lawless       | Matthew Gibson  | Sebastián Mora   |              |
| 2018  | Matthew Walls       | Matthew Gibson  | Gabriel Cullaigh |              |
| 2019  | Matthew Bostock     | Tom Pidcock     | Reece Wood       |              |
| 2020  | Pas organisé        | Pas organisé    | Pas organisé     | Pas organisé |
| 2021  | Matthew Gibson      | Robert Scott    | Joshua Tarling   |              |
| 2022  | Jacob Scott         | Finlay Tarling  | Samuel Watson    |              |
| 2023  | Robert Donaldson    | Matthew Fox     | Jim Brown        |              |
| 2024  | Matthew Bostock     | Robert Scott    | Jim Brown        |              |
| 2025  | Tim Shoreman        | Matthew Bostock | Finn Crockett    |              |

### Femmes
| Année | Vainqueur                  | Deuxième                | Troisième            |              |
| ----- | -------------------------- | ----------------------- | -------------------- | ------------ |
| 2013  | Elinor Barker              | Hannah Barnes           | Harriet Owen         |              |
| 2014  | Lizzie Armitstead          | Sarah Storey            | Nicola Juniper       |              |
| 2015  | Annasley Park (en)         | Sarah Storey            | Nicola Juniper       |              |
| 2016  | Charline Joiner (en)       | Henrietta Colborne (en) | Rose Osborne (en)    |              |
| 2017  | Elizabeth-Jane Harris (en) | Annasley Park (en)      | Melissa Lowther (en) |              |
| 2018  | Rhona Callander            | Melissa Lowther (en)    | Megan Barker         |              |
| 2019  | Jessica Roberts            | Rebecca Durrell         | Elizabeth Bennett    |              |
| 2020  | Pas organisé               | Pas organisé            | Pas organisé         | Pas organisé |
| 2021  | Eluned King                | April Tacey             | Jenny Holl           |              |
| 2022  | Charlotte Broughton        | Jenny Holl              | Emma Jeffers         |              |
| 2023  | Sophie Lewis               | Cat Ferguson            | Robyn Clay           |              |
| 2024  | Frankie Hall               | Dannielle Watkinson     | Cat Ferguson         |              |
| 2025  | Robyn Clay                 | Maddie Leech            | Morven Yeoman        |              |